# Hylaeus annulatus
Hylaeus annulatus es una especie de abeja de la familia Colletidae. Se encuentra en América del Norte, Europa y Asia.
La hembra mide 5 mm y el macho de 5 a 6.5mm. Son activos de abril a octubre y visitan flores de varias familias.